# Nanikot
Nanikot (nep. नानीकोट) – gaun wikas samiti w zachodniej części Nepalu w strefie Karnali w dystrykcie Kalikot. Według nepalskiego spisu powszechnego z 2011 roku liczył on 973 gospodarstwa domowe i 6283 mieszkańców (3060 kobiet i 3223 mężczyzn).